# Thrinaconyx kirschianus
Thrinaconyx kirschianus är en bönsyrseart som beskrevs av Henri Saussure och Leo Zehntner 1894. Thrinaconyx kirschianus ingår i släktet Thrinaconyx och familjen Thespidae. Inga underarter finns listade i Catalogue of Life.